# Epitaph für Bernhard von Bibra und Sibylle von Witzleben

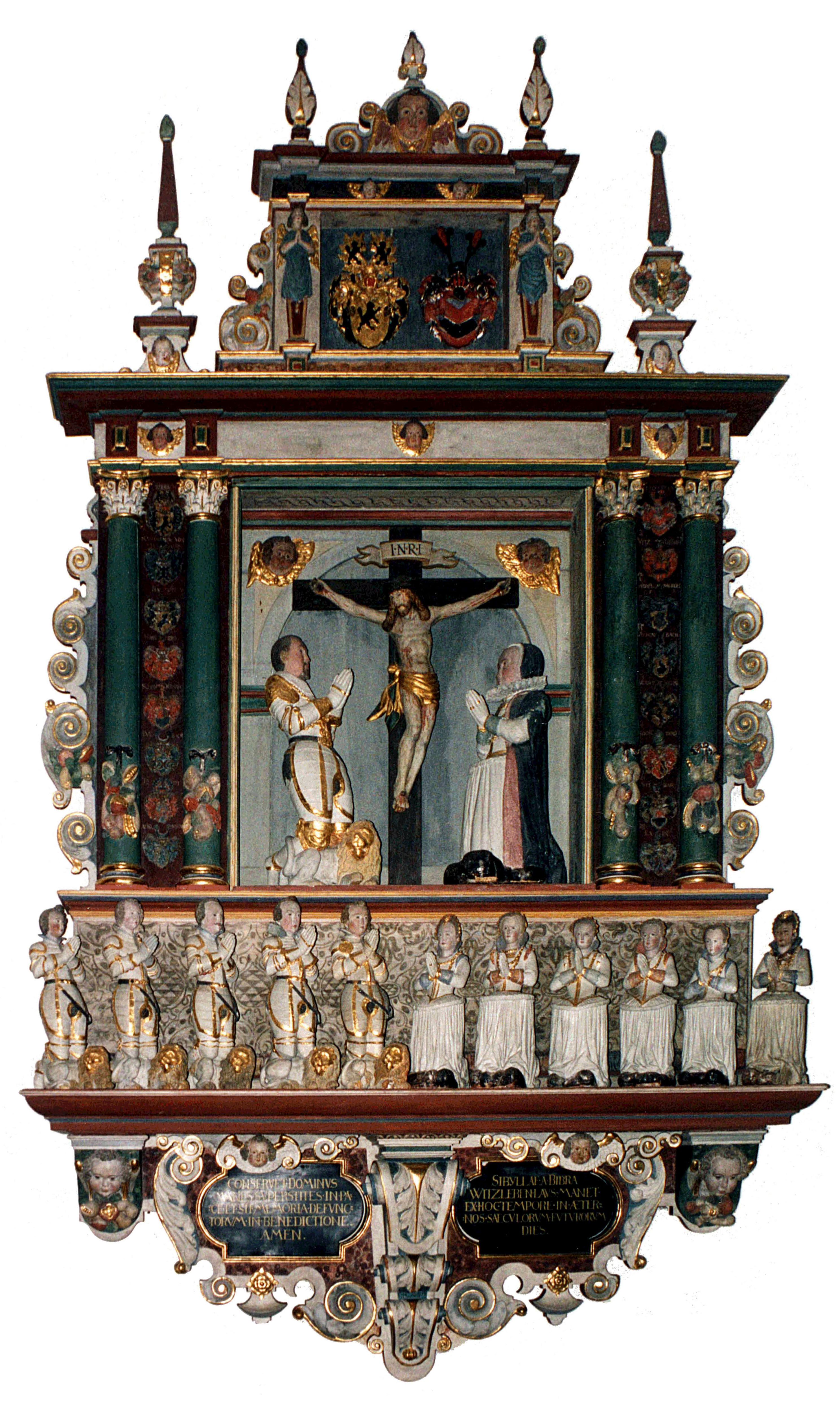
Epitaph

Das Epitaph für Bernhard von Bibra und Sibylle von Witzleben befindet sich in der Kirche St. Jakobus in Irmelshausen, einem Gemeindeteil von Höchheim im Landkreis Rhön-Grabfeld in Bayern. Das Epitaph ist ein Teil der als Baudenkmal geschützten Kirchenausstattung.

## Beschreibung
Das barocke Epitaph stellt Bernhard von Bibra (* um 1562; † 1609) und seine Frau Sibylle geborene von Witzleben (* 1561/62; † 1625), unter dem Kreuz betend dar. Sie werden von einer Architekturkulisse mit Säulen gerahmt. Darunter sind betend die fünf Söhne (mit Löwen zu ihren Füßen) und sechs Töchter (mit Hündchen zu ihren Füßen) der Verstorbenen zu sehen. Bekrönt wird das Epitaph vom Allianzwappen, das sich in einem prunkvollen Rahmen befindet. Den unteren Abschluss bilden zwei Tafeln mit einer lateinischen Inschrift.

### Fünf Söhne
Hans Caspar Sen. (1586–1641), Hanns Bernhard (1593–1619), Johann (Hans) Wilhelm (1597–1619), Hans Erhard (vor 1609–1632), Hans Christoph (1602–1636)

### Sechs Töchter
Anna Barbara (1587–1617), Johanna Margaretha (1588–1642), Sabina Katharina (?–1640), Maria Sibylla (1598–?), Eva Amalie (1599–1646), Regina (1603–?)

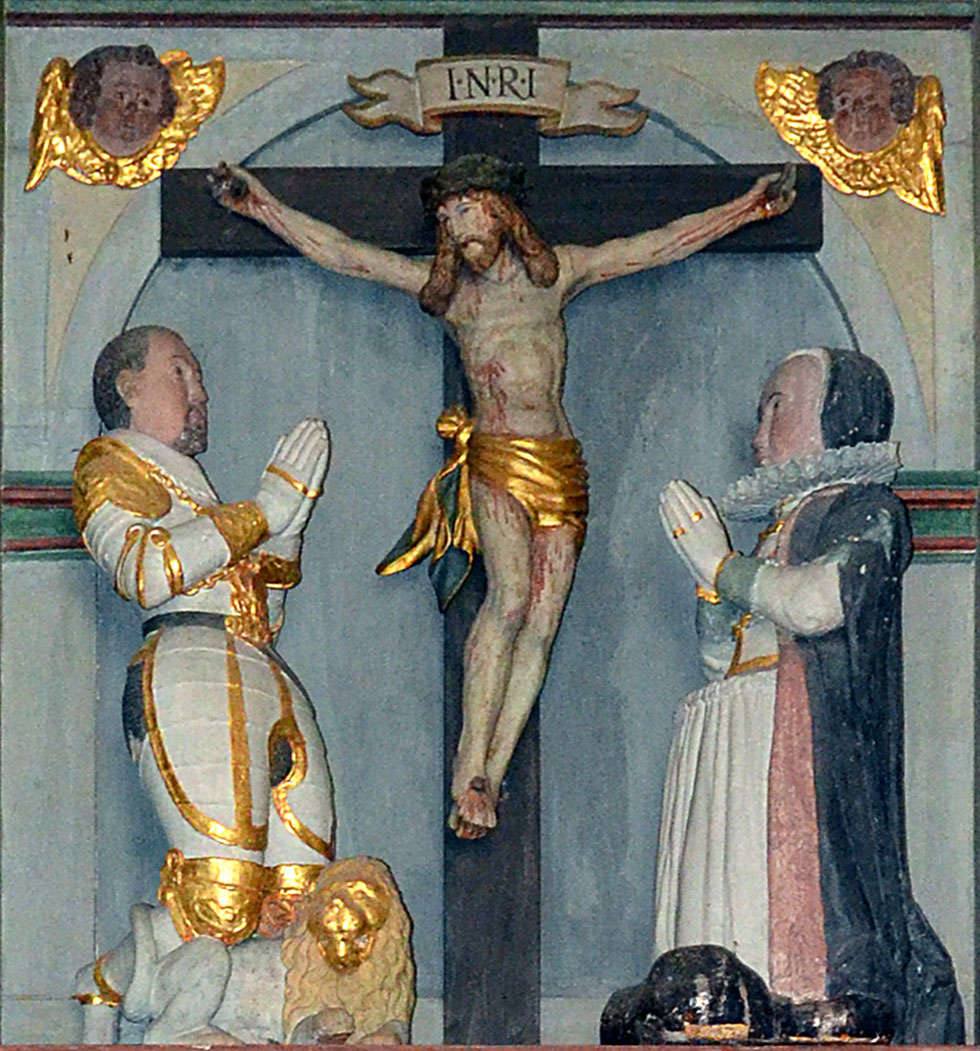
Die Verstorbenen betend unter dem Kreuz
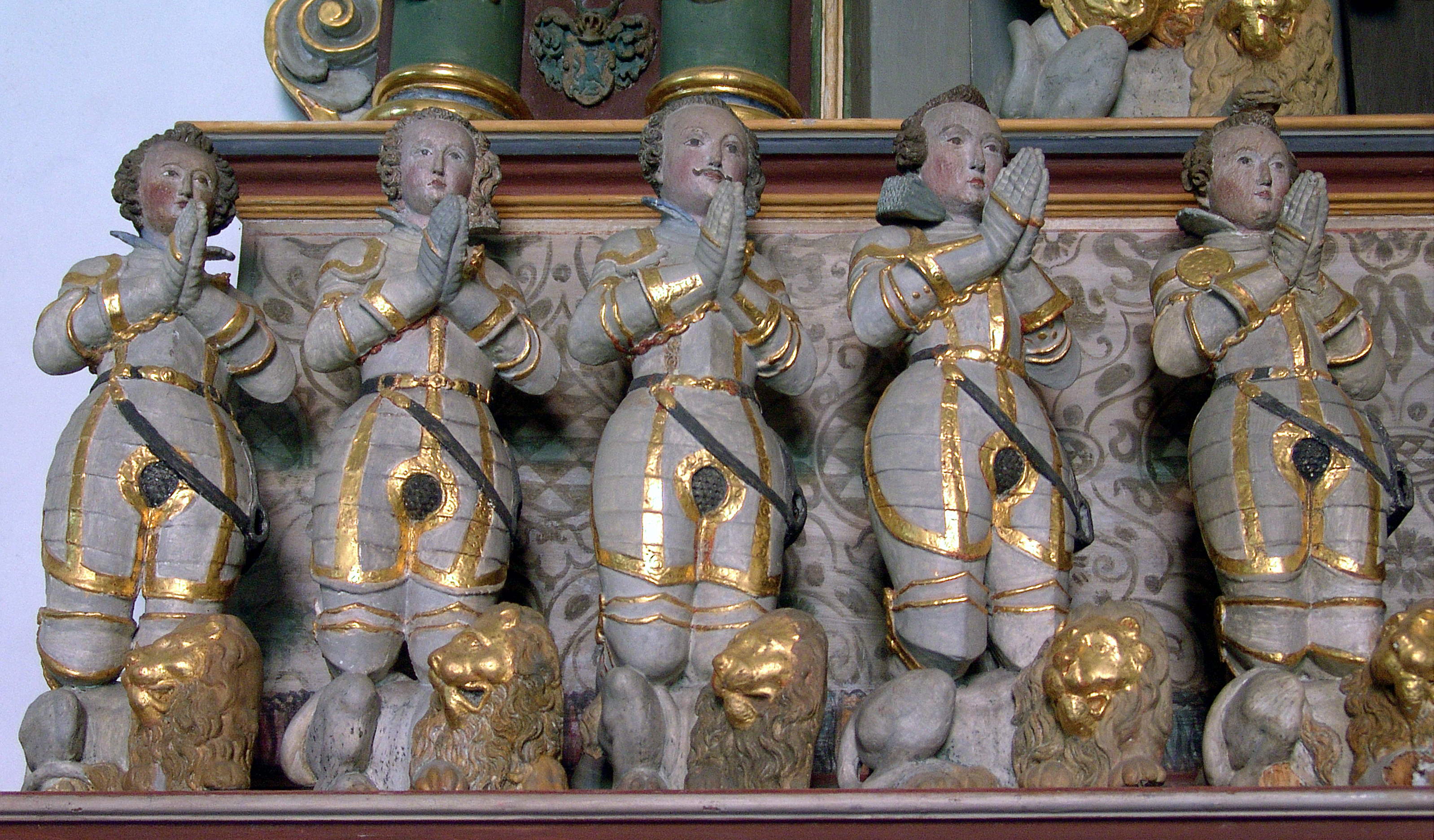
Fünf Söhne
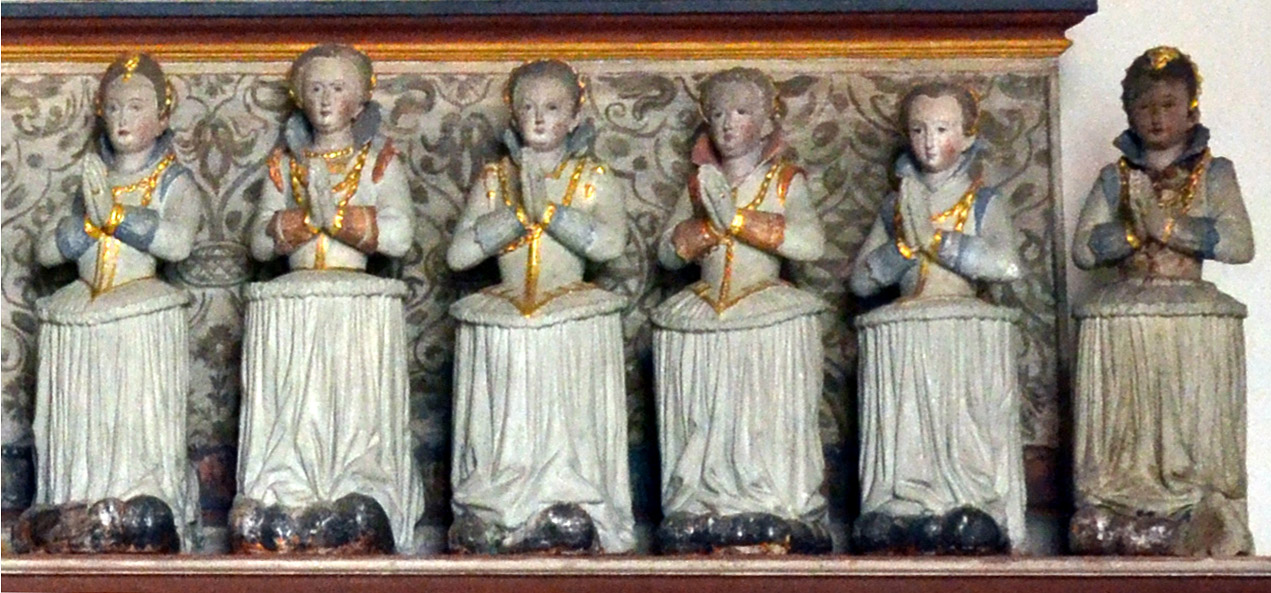
Sechs Töchter

### Wappen

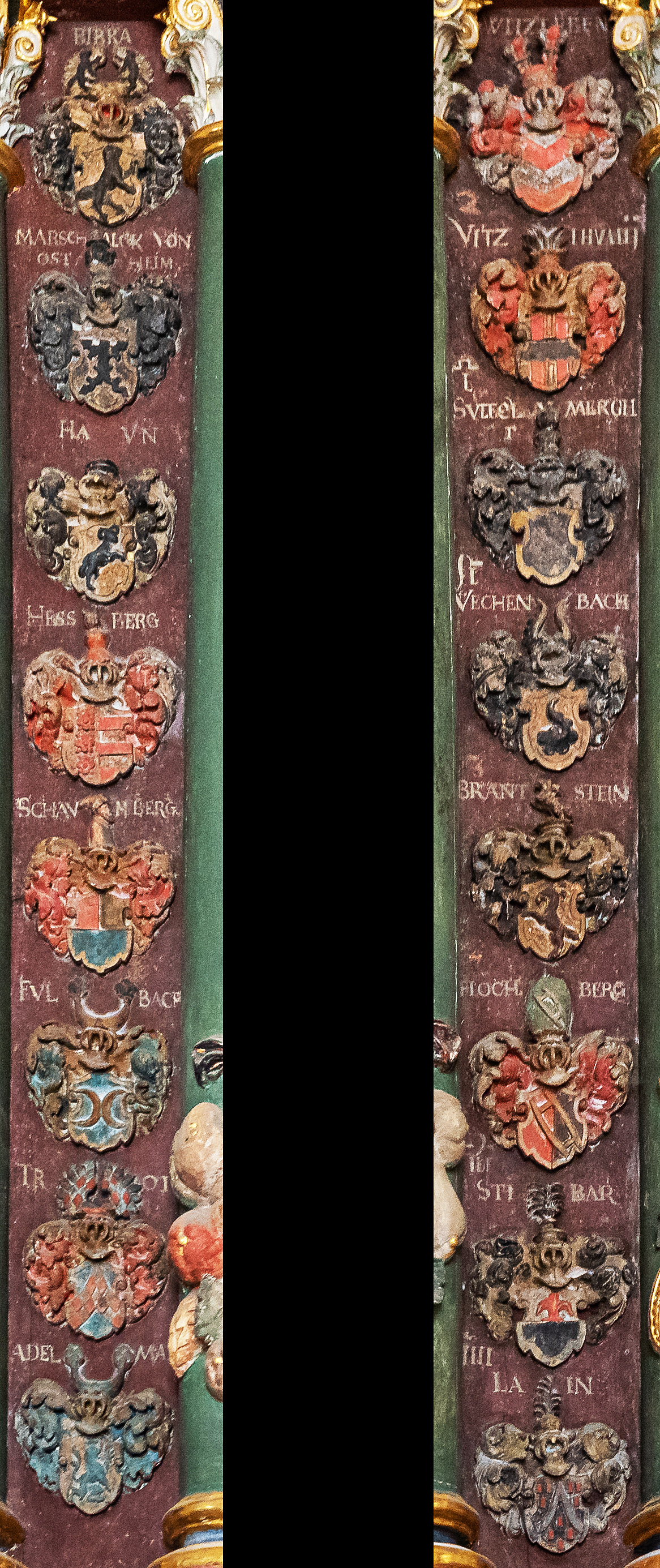
Wappen Epitaph

#### Links
Bibra
Marschalk von Ostheim
Haun
Heßberg
Schaumberg
Fulbach
Trott
Adelmann

#### Rechts
Witzleben
Vitzthum
Sützel
Fechenbach 
Brandenstein
Hochberg 
Stiebar
Lain